# Мёртвая королева
«Мёртвая королева» — (фр. La reine morte) — французский фильм режиссёра Пьера Бутрона, снятый по одноимённой пьесе Анри де Монтерлана в 2009 году.
Европейская премьера — 19 мая 2009 (Франция), 5 декабря 2009 (Россия, телеканал Культура).

## Сюжет

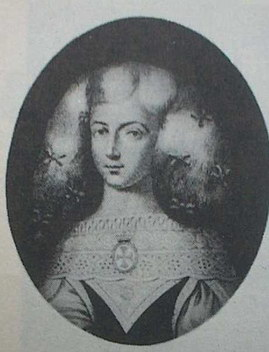
Портрет Инес де Кастро

В основу пьесы Анри де Монтерлана положена легенда из португальской истории. Король Ферранте, расчётливый и прагматичный, в интересах португальской короны собирается женить наследника престола Педро на инфанте Испании. Сам же Педро влюблён в незаконнорождённую девушку Инес де Кастро.
В небольшой церквушке происходит тайное венчание принца Португалии Педро с придворной дамой Инес. Этот поступок рушит многие планы и достигнутые договорённости между португальским и испанским королевскими домами. Инфанта Наварры оскорблена выходкой своего жениха. Свадьба сорвана.
Все попытки короля Ферранте образумить своего наследника ради выгодного союза Португалии с Испанией ни к чему не приводят. Советники короля настаивают на единственно верном решении — умерщвлении Инес, которому старый король сопротивляется. Жажду крови убийц он утоляет приказом о смерти епископа, тайно обвенчавшего его сына. Сам же, путём продолжительных диалогов с Инес пытается развернуть ситуацию в нужную сторону и исправить сложившуюся ситуацию. Однако Инес остаётся верна своей любви. Король отдаёт приказ об аресте принца и заключении его в тюрьму.
Инфанта заинтригована личностью Инес и во время церковной службы приказывает сорвать с неё накидку, чтобы рассмотреть. Инфанта поражена Инес. Она предлагает ей стать придворной дамой и отбыть вместе в Испанию. Инес отказывается.
Король отдаёт приказ о смерти беременной Инес. Но и его дни сочтены. На престол восходит новый король Португалии Педро I. Получив наследную корону Педро устраивает во дворце коронацию своей супруги — королевы Инес — мёртвой королевы.

## В ролях
- Мишель Омон — король Ферранте
- Гаэлль Бона — Инес де Кастро
- Тома Жуанне — дон Педро, принц Португалии
- Астрид Бержес-Фрисби — инфанта
- Аладин Рейбель — Эгаш Коэльо
- Андре Гагу — Альвар Гонсалвес
- Антонио Монтеш — дон Кристобаль
- Илья Клесс — дон Эдуардо
- Гонсалу Диниш — Батала, капитан
- Франсиш Селек — дон Мануэль
- Антонио Фонсека — епископ Гуардский
- Дуарте Гимарайнш — Мартинс
- Тьягу Манайя — прислуга
- Жозе Арагау — прислуга
- Педру Карму — охранник

## Съёмочная группа
- Автор сценария: Пьер Бутрон по пьесе Анри де Монтерлана
- Режиссёр: Пьер Бутрон
- Оператор: Жосе Антонио Лурейро
- Художник-постановщик: Паоло Рутье
- Художник по костюмам: Эва-Мария Арно
- Художник по декорациям: Жером Портье
- Композиторы:
  - Анжелика Нашон
  - Жан-Клод Нашон
- Монтаж: Патрис Монне

## Факты
- Ряд эпизодов фильма сняты в замке Конвенту-де-Кришту — главной твердыне португальских тамплиеров в городе Томаре (Португалия):
  - Круглая церковь — Является въездом во все замки и дворцы в фильме (инфанта въезжает во дворец короля; всадники — в обитель Инес)
  - Клуатр Жуана III — Встреча Инес и Педро
  - Внутренний дворик — Встреча Инес и короля
  - Круглая церковь — Эпизод богослужения, во время которой по приказу инфанты с Инес срывают накидку

Съёмочные локации в Конвенту-де-Кришту
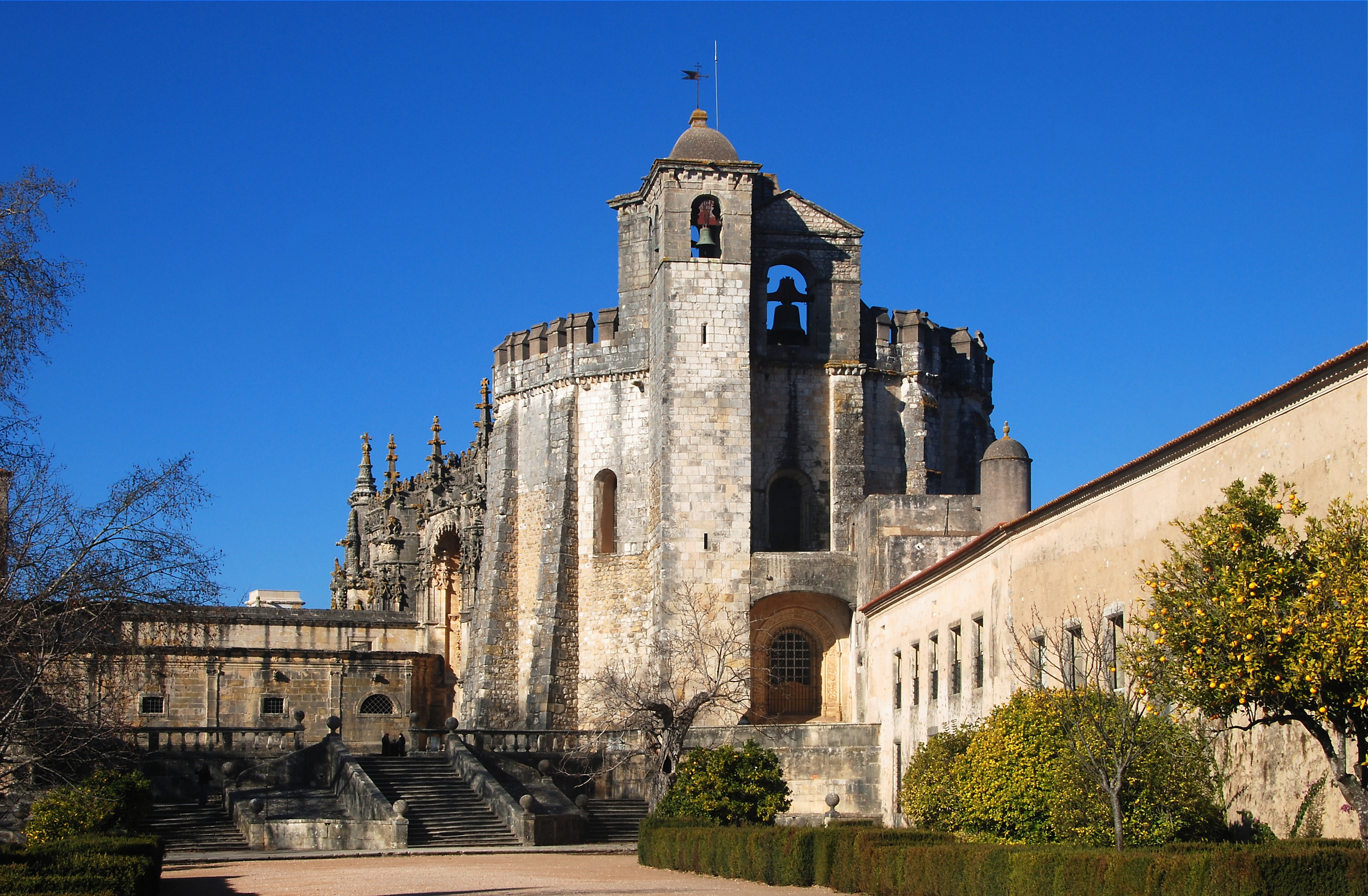
Круглая церковь
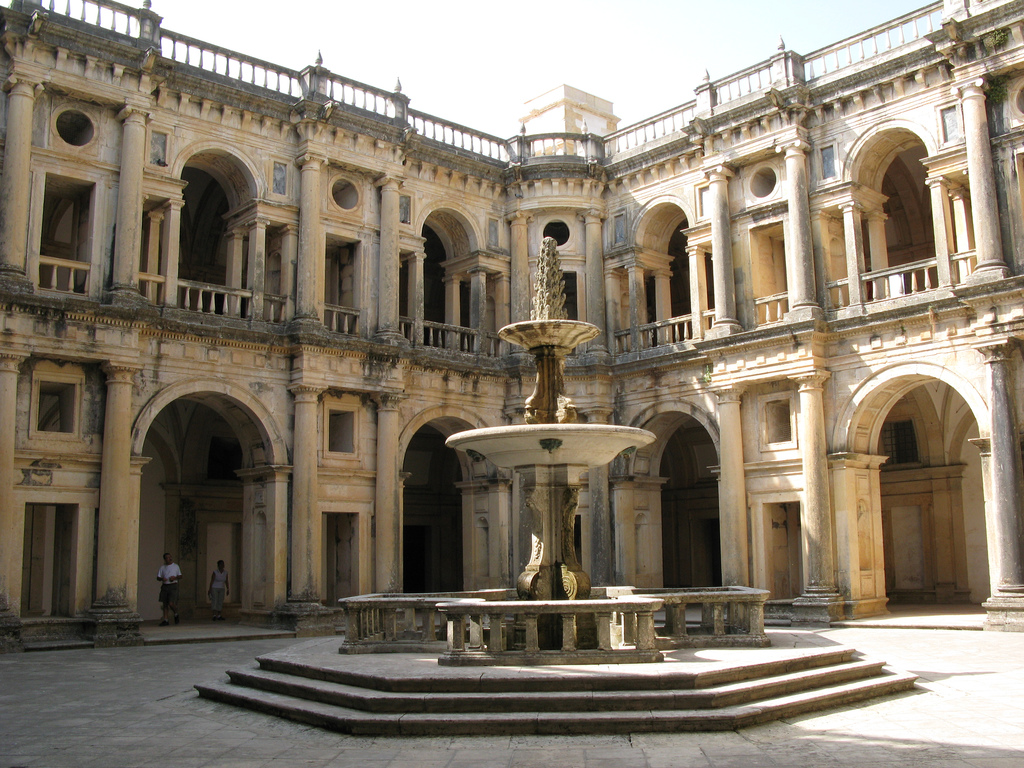
Клуатр Жуана III
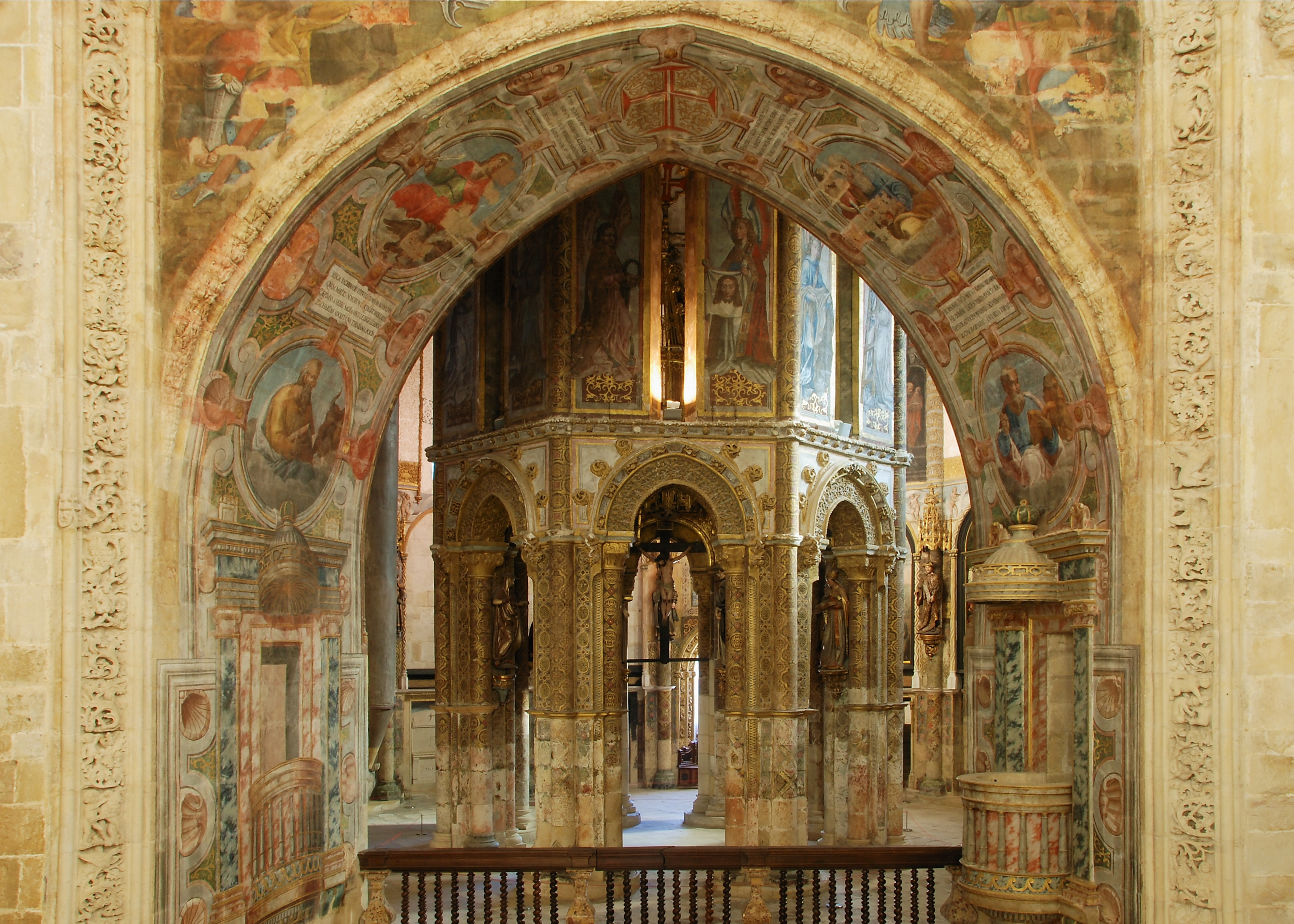
Внутренность круглой церкви